# Телингана
Телинга́на (телугу తెలంగాణ, урду تلنگانہ‎, англ. Telangana) — штат в южной части Индии. Столица и крупнейший город — Хайдарабад. Название означает «земля телугу». Регион включает населённые компактно мусульманами-телугу районы бывшего Хайдарабадского княжества. Регион расположен на плато Декан. Один из двух телугуязычных штатов Индии, наряду с Андхра-Прадеш.
Площадь штата 112 077 км², численность населения более 35 млн. (перепись 2011 года).

## Создание нового штата
В 1956 году правительством Индии был принят Акт о реорганизации штатов, в соответствии с которым был ликвидирован штат Хайдарабад, а его телугуязычная часть Телингана была объединена со штатом Андхра в новый штат Андхра-Прадеш. В течение нескольких десятилетий действовало движение за создание Телинганы, целью которого было создание нового телугуязычного штата. 9 декабря 2009 года правительство Индии провозгласило начало процесса выделения Телинганы в самостоятельный штат.
В 2013—2014 годы законопроект о выделении Телинганы из Андхра-Прадеш в отдельный штат получил поддержку в нижней и верхней палатах парламента Индии. При этом законопроект встретил сильное сопротивление и недовольство некоторых политиков. Три парламентария были госпитализированы после столкновений в нижней палате парламента между правящей партией и оппозицией. Некоторые обозреватели связывают борьбу вокруг законопроекта с выборами в нижнюю палату парламента Индии в 2014 году. Разделением штата также был недоволен Наллари Редди — глава правительства штата Андхра-Прадеш. В знак протеста он сложил полномочия 19 февраля 2014 года
28 февраля 2014 года законопроект получил поддержку Президента Индии Пранаба Мукерджи, который также ввёл в регионе прямое президентское правление .
2 июня 2014 года Телингана официально стал 29-м штатом Индии. 11 июля 2014 года 7 мандалов (районов) округа Кхаммам были переданы штату Андхра-Прадеш в рамках национального ирригационного проекта Полаварам.

## Население
Официальными языками штата являются телугу, один из классических языков Индии, и урду. Около 77 % населения Теланганы говорят на телугу и 12 % — на урду, при этом в Хайдерабаде на телугу говорят 47 % населения, а 39 % на урду. Ламбади, язык, родственный раджастхани, используется по всему штату. Маратхи преобладает в регионах, граничащих с Махараштрой, особенно в старом округе Адилабад, в то время как на каннаде говорят значительные меньшинства вдоль некоторых частей границы с Карнатакой. В старом округе Адилабад также проживает большое количество носителей таких племенных языков, как гонди и колами, в то время как на языке койя говорит в округе Бхадради Котагудем и вдоль границы с Чхаттисгархом.
По данным переписи 2011 года, индуисты составляют 85,1 % населения штата, мусульмане — 12,7 %, а христиане — 1,3 %.
По данным Министерства статистики и реализации программ Индии за 2019 год уровень грамотности в Телангане составляет 72,8 %, что является четвёртым самым низким показателем среди крупных штатов. Также штат второй по уровню грамотности среди сельских женщин — 53,7 %. 37,1 % населения в возрасте от 3 до 35 лет получили бесплатное образование на дошкольном и высшем уровнях в Телангане.

## Административное деление
Штат был образован из десяти бывших округов штата Андхра-Прадеш:
- Адилабад
- Варангал
- Каримнагар
- Кхаммам
- Махбубнагар
- Медак
- Налгонда
- Низамабад
- Рангаредди
- Хайдарабад

Штат разделён на 33 округа. Два последних из них, Мулугу и Нараянпет, были образованы 17 февраля 2019 года. Округа делятся на 70 налоговых округов, которые, в свою очередь, делятся на 584 мандала. Всего в штате 10 909 налоговых округов. Каждый округ управляется окружным сборщиком, каждый налоговый округ возглавляет налоговый инспектор, а каждый мандал управляется налоговым инспектором мандала.

## Транспорт
Хайдарабадский аэропорт ''Раджив Ганди'' — крупнейший в штате и один из самых загруженных в Индии. Имеются также аэропорты в городах: Вишакхапатнам, Виджаявада, Раджамандри и Тирупати. Крупные порты — в городах Вишакхапатнам и Какинада.

## Культура

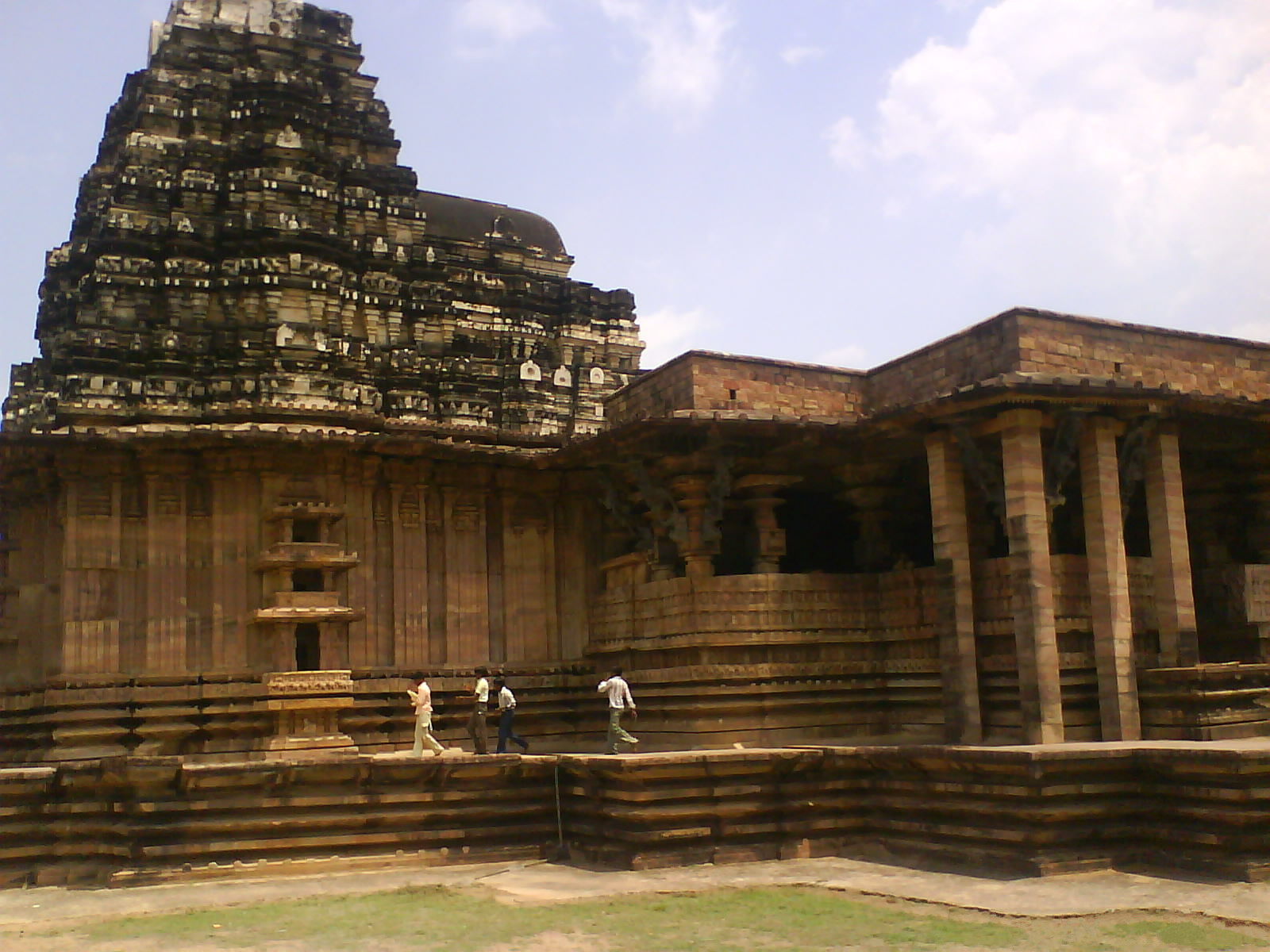
Храм Рамаппа (77 километров от Варангала)

Большинство населения штата — вайшнавы. В штате очень большое влияние имеет сампрадая Рамануджи — большинство храмов штата традиционно поддерживается брахманами именно Шри-сампрадаи. Поэтому на стенах храмов можно увидеть характерный символ этой сампрадаи — тилака в форме стопы Вишну, но не узкий, как принято в Гаудия-сампрадае, а более широкий.
В храмах Рамануджа-сампрадаи обычно тепло относятся к западным вайшнавам. В штате много и шиваитов. Также в штате есть места, священные для буддистов, в которых проживают буддисты.
Столица штата Хайдарабад долгое время был столицей мусульманского государства и в нём настолько много мусульман, что после обретения Индией независимости речь шла даже о том, что Хайдарабад, как и Пакистан и Бангладеш, станет частью мусульманского государства.

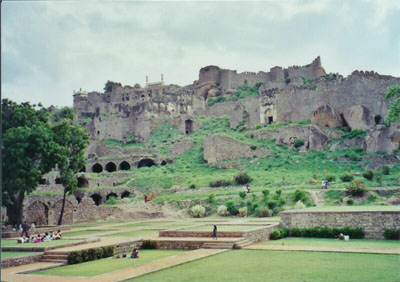
Крепость Голконда